# Geolocalització

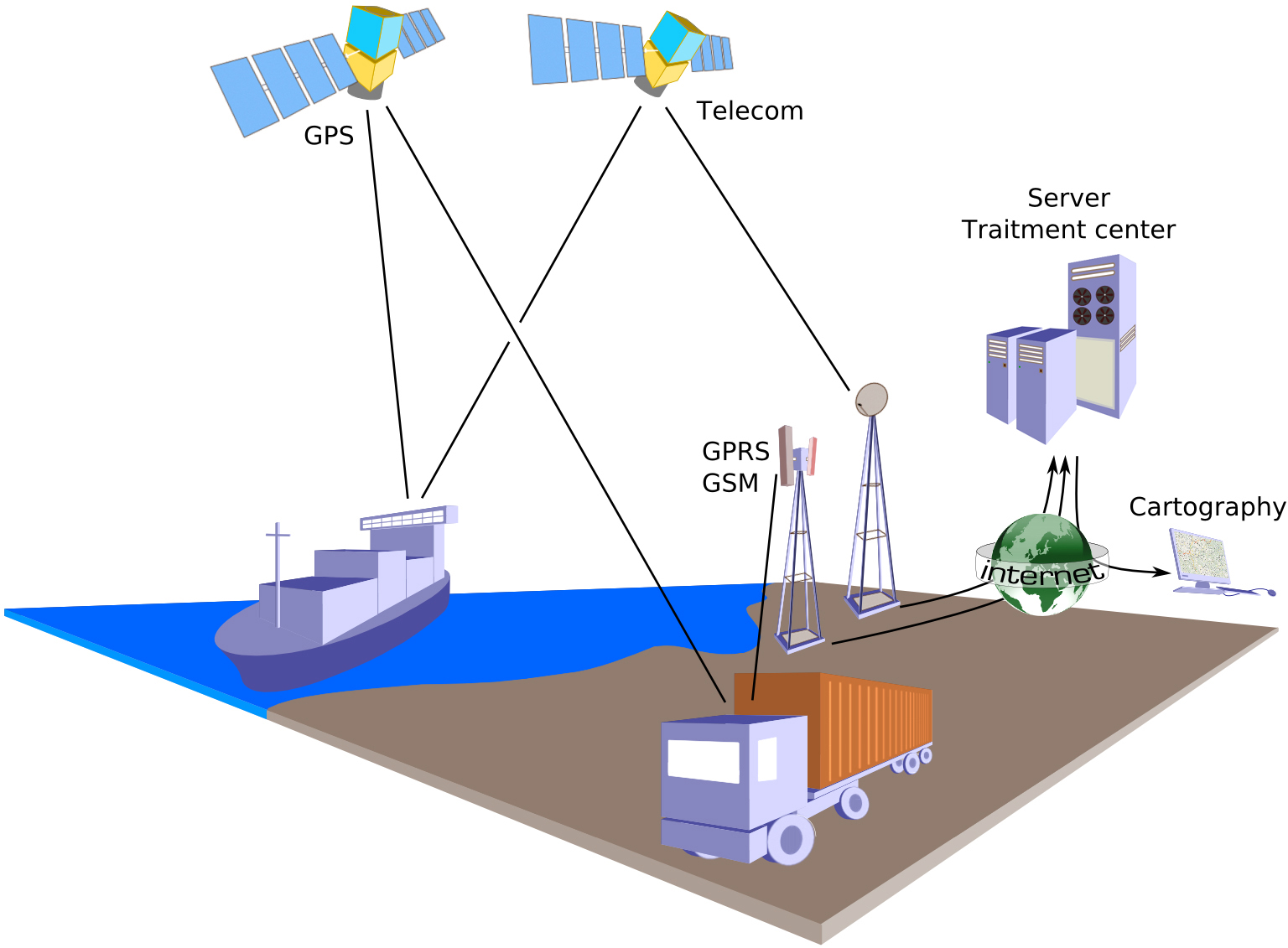
Principis de la geolocalització amb GPS

La geolocalització és la capacitat per obtenir la ubicació geogràfica real d'un objecte, com un radar, un telèfon mòbil o un ordinador connectat a Internet. La geolocalització pot referir-se a la consulta de la ubicació, o bé per a la consulta real de la ubicació. El terme geolocalització està estretament relacionat amb l'ús de sistemes de posicionament, però pot distingir-se d'aquests per una major èmfasi en la determinació d'una posició significativa (per exemple, una adreça d'un carrer) i no només per un conjunt de coordenades geogràfiques.
Aquest procés és generalment emprat pels sistemes d'informació geogràfica, un conjunt organitzat de maquinari i programari, més dades geogràfiques, que es troba dissenyat especialment per capturar, emmagatzemar, manipular i analitzar en totes les seves possibles formes la informació geogràfica referenciada.

## Mitjans
Per qualsevol geolocalitzador, el motor de posicionament utilitza sovint el mètode de la radioajuda. Per exemple, Time Difference Of Arrival (TDOA) per a la precisió. Els sistemes TDOA sovint utilitzen pantalles d'assignació o altres sistemes d'informació geogràfica. Quan un senyal de GPS no està disponible, les aplicacions de geolocalització poden utilitzar la informació de les torres telefòniques per a triangular la posició aproximada, un mètode que no és tan precís com el GPS, però que ha millorat molt en els últims anys. Això està en contrast amb les tecnologies de radiolocalització anteriors, per exemple la Radiogoniometria en la qual s'aconsegueix una línia de rodament a un transmissor com a part del procés. Internet i la geolocalització web es poden realitzar mitjançant l'associació d'una ubicació geogràfica, com l'adreça de Protocol d'Internet (IP), l'adreça MAC, RFID, factures, el sistema de posicionament Wi-Fi, les empremtes digitals o les coordenades d'un dispositiu GPS. En general, la geolocalització funciona observant automàticament una adreça IP en un servei WHOIS i recuperant l'adreça física.
Les dades de localització d'adreces IP poden incloure informació com: el país, la regió, la ciutat, el codi postal, la latitud, la longitud i la zona horària. També es poden determinar altres paràmetres com: el nom de domini, la velocitat de connexió, ISP, el llenguatge, els proxies, nom de l'empresa, US DMA / MSA, els codis NAICS, i la llar o negoci.
De vegades la geolocalització pot emprar-se de forma deductiva, un exemple va ser el crowdsourcing realitzat per buscar i determinar la posició dels videos dels camps d'entrenament, combat i decapitacions a Síria. Aconseguit mitjançant la comparació de les característiques detectades en el video, amb bases de dades cartogràfics disponibles públicament, tals com Google Earth, tal com s'explica en llocs web com Bellingcat.

## Coordenades
La paraula de Geolocalització també es refereix a les coordenades de latitud i longitud d'un lloc determinat. Terme i definició estandarditzada per la norma ISO/IEC 19.762-5: 2008.

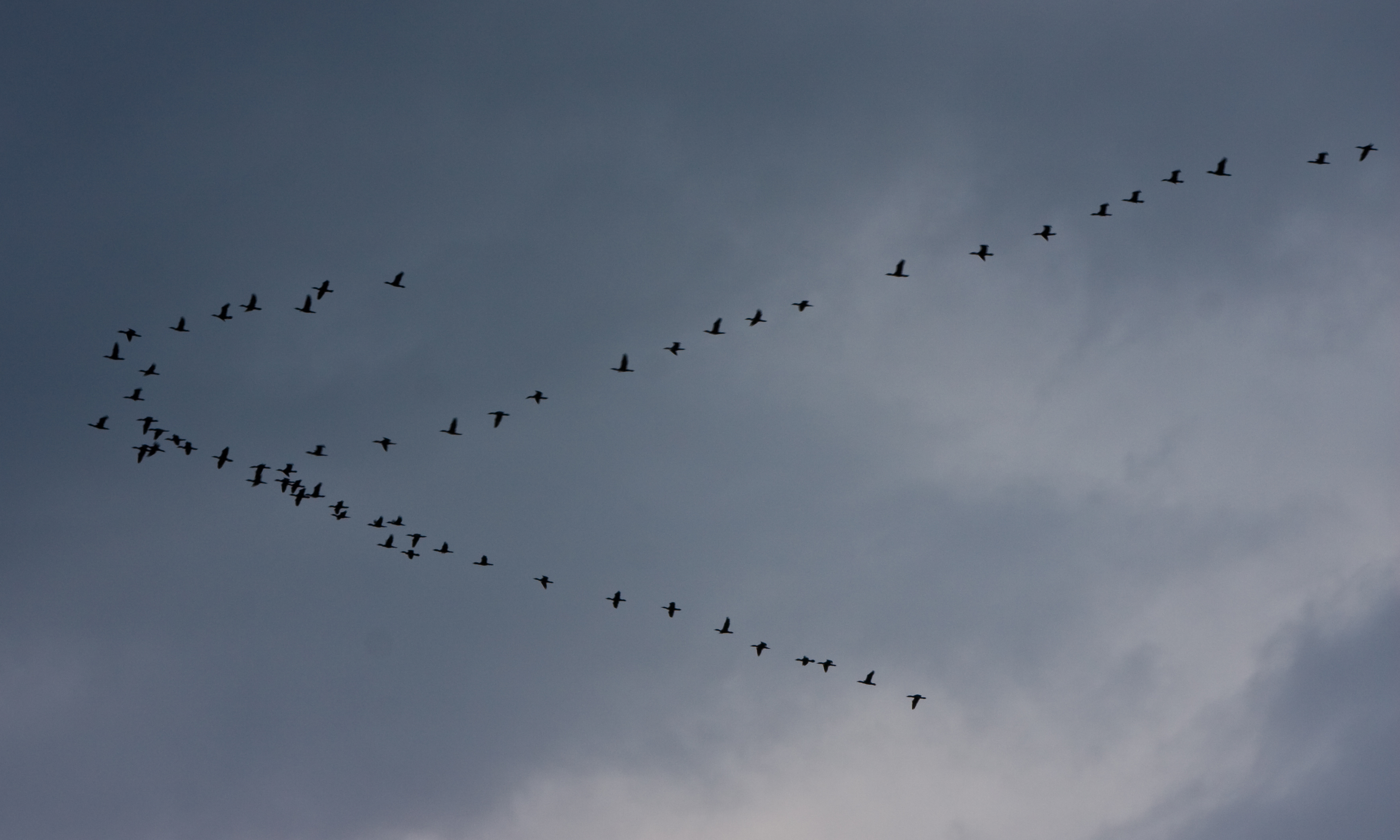
Migració d'aus

## Biologia i ecologia
En el camp de la biologia i l'ecologia, la paraula de geolocalització també s'empra per referir-se al seguiment de la migració d'animals. Basat, per exemple, en l'historial de temps de llum solar, la temperatura de l'aigua o la profunditat, mesura per un instrument unit a l'animal. Són emprats instruments com els microxips implantats o el seguiment per satèl·lit. I també l'ús del Registrador de dades.

## Intel·ligència comercial
En el camp de l'empresa, la geolocalització és utilitzada per companyies per entendre l'entorn en relació als seus punts de venda i consumidors. La denominada intel·ligència de localització permet resoldre un problema particular a través de l'obtenció d'una visió significativa de les relacions de dades geoespaciales.

## En educació
L'Informe Horizon 2012 d'Educació Superior a Iberoamèrica, ja marcava la geolocalització com una de les tendències educatives a implantar-se en els següents dos o tres anys. El desenvolupament d'aquesta tendència s'ha vist afavorit per l'ús creixent de l'Aprenentatge electrònic mòbil a l'aula. D'altra banda, no és indispensable un dispositiu mòbil per la geolocalització, ja que també es pot realitzar des d'un ordinador, on l'estudiant té a la seva disposició el núvol per albergar i compartir mapes, rutes, llocs d'interès, etc., útils per al seu aprenentatge. La geolocalització afavoreix la vinculació de l'estudiant a un projecte en el seu entorn, el qual es converteix en significatiu i li ajuda a conèixer aspectes propis de la comunitat en la qual viu.

## Visitants de llocs web
Amb la geolocalització IP és possible fer un seguiment de la ubicació dels visitants, utilitzant la base de dades de geolocalización IP, o una API. Els visitants podran ser geolocalitzades a qualsevol ciutat, regió o país.
L'adreça IP és una tecnologia que s'empra en Internet i assigna catàlegs d'adreces IP per paràmetres, tals com la ubicació geogràfica (país, regió, estat, ciutat i codi postal), el tipus de connexió, proveïdor de serveis Internet (ISP), informació de proxy i més.
A l'adreça IP se li coneix també com: tecnologia de geolocalització. Aquesta informació és utilitzada per les empreses per a la segmentació. Segmentació que pot ser mesurada mitjançant la seva audiència, o basar-se a la pàgina web o també basada en les visites. A més de per: el contingut de la localització (o lloc web de localització), gestió digital de drets, la personalització de continguts, la detecció de fraus en línia, la cerca localitzada, la gestió del trànsit i la distribució de continguts.

## Estàndards
Algunes normes són: ISO 3166, FIPS, INSEE, Geonames, la IATA i la OACI.